# Bock und Polach

Wappen von Bock und Polach

Bock und Polach ist der Name einer Linie des Uradelsgeschlechts von Bock (auch von Pack geschrieben). Ursprünglich aus der Markgrafschaft Meißen stammend, siedelte es später nach der Niederlausitz und Schlesien sowie in das böhmische Glatzer Land über.

## Geschichte
Die Stammreihe der Familie von Bock und Polach und der anderen Zweige der Familie von Bock beginnt mit Ulricus de Pack, der am 8. Januar 1206 als Zeuge beim Markgrafen Dietrich von Meißen genannt wird. Zu den ersten Besitzungen gehörten Mühlberg/Elbe und Belgern sowie weitere Güter westlich der Elbe. Durch die Heirat der Hedwig von Dewin bekam Ulrich III. 1280 auch die Herrschaft auf Sorau, später kamen noch Priebus und Triebel hinzu. Im Jahr 1340 heiratete Friedrich von Bieberstein das einzige Kind von Ulrich IV., die inzwischen erheblich ausgebaute Herrschaft Sorau ging damit als so genanntes „Weiberlehen“ an die Bieberstein. Brüder der Sorauer Ulrichs hatten sich inzwischen in den Dienst der schlesischen Herzöge begeben. 1318 kauften die Brüder Albert und Arnold de Pack das Gut Protsch bei Breslau. Der schlesische Besitz wuchs rasch an (Falkenhagen, Keulendorf u. a.) und Albert de Pack wurde 1327 Burggraf von Glatz. Von den Söhnen des Albert gehen zahlreiche Linien aus, die teils früh erloschen, teils bis heute bestehen. Ein Zweig ist heute auf Gut Sögeln im Osnabrücker Land ansässig.

### Wappen
Das erste Wappen der Familie war ein „tingierter Schrägrechtsbalken begleitet von zwei Sternen“. Das Wappen kam im 14. Jahrhundert durch Heirat in die Breslauer Bürgerfamilie von der Heide und ist heute noch Bestandteil des Wappens der Familie von Heydebrand. Im Jahr 1282 war Ulrich von Pack Zeuge für die Gründung von Finsterwalde, die Urkunde ist im Hauptstaatsarchiv Dresden erhalten.
Das Siegel von 1282 zeigt einen nach rechts schreitenden Hirsch. Aus ihm entstand das spätere Familienwappen, es zeigt „einen roten, zehnendigen Hirsch in Silber. Auf dem Helme mit rot silbernen Decken der Hirsch wachsend“. Dieses Wappen ist – in kleinen Variationen – bis heute das Wappen der Familien von Bock und Polach, von Bock aus dem Hause Lachmes und Freiherrn von Bock.

## Bedeutende Vertreter
- Abraham Bock (1531–1603), kursächsischer Hofbeamter und Rittergutsbesitzer
- Friedrich von Bock und Polach (1849–1934), preußischer General der Infanterie
- Karl von Bock und Polach (1840–1902), Mülheimer (Ober-)Bürgermeister von 1879 bis 1902
- Max von Bock und Polach (1842–1915), preußischer Generalfeldmarschall
- Carl Friedrich Hans von Bock und Polach (1901–1981), letzter Nutznießer des Waldauischen Geld-Fideikommiss; kurzzeitig Führer der SS-Reiterstandarte 8,[6] Oberst a. D.
- Erich von Bock und Polach (1911–1979), Bremer Polizeipräsident von 1951 bis 1975